# Подпор
Подпо́р — в гидротехнике, повышение уровня воды по сравнению с «бытовым» (нормальным) уровнем. Подпор возникает при строительстве на реках водопропускных сооружений, ограничивающих водоток (например, плотин), но может также образовываться из-за природных условий: нагонного низового ветра, изменения конфигурации стока подземных вод, ледовых заторов и зажоров, завалов.
В районе мостов различают подпоры:
- общий — на разливе реки;
- начальный — перед мостом в начале сжатия потока;
- подмостовой — непосредственно под мостом (может быть отрицательным);
- полный — наибольший из подпоров выше по течению от моста;
- у насыпи — наибольший подпор у насыпи, по которой проходят подходы к мосту.